# (73721) 1993 FZ14
(73721) 1993 FZ14 – planetoida z pasa głównego asteroid okrążająca Słońce w ciągu 5,71 lat w średniej odległości 3,19 j.a. Odkryta 17 marca 1993 roku.